# 乔恒
乔恒（1960年10月—），吉林省乾安县人，中华人民共和国政治人物、高级经济师。

## 生平
1960年10月，乔恒出生在吉林省乾安县。
乔恒早年曾经担任吉林省林业厅办公室副主任、主任，吉林省林业厅纪检组副组长、监察室主任，抚松县人民政府副县长。2004年8月，乔恒出任吉林省林业厅副厅长、党组成员。
2014年5月，乔恒调任中共通化市委副书记、市人民政府副市长、代市长，同年12月正式出任市长。
2016年10月，乔恒出任吉林省民政厅党组书记，两个月后兼任厅长，2021年1月卸任。

### 落马
2024年7月9日，乔恒涉嫌严重违纪违法，接受吉林省纪委监委纪律审查和监察调查。